# Jakub Wujek
Jakub Wujek (1541 – 27 de abril de 1597) foi um Jesuíta e escritor religioso polaco. Foi o tradutor da Bíblia para a língua polaca.
Wujek estudou na Academia de Cracóvia da Universidade Jaguelónica, depois em Viena e no Collegium Romanum. Académico erudito, tinha um excelente domínio das línguas grega antiga, latina e hebraica. A sua tradução da Bíblia moldou o estilo do polaco bíblico.
Publicou trabalhos dogmáticos, e teve particular fama com as colecções de sermões Postilla catholica (1573-75) e Postilla mniejsza (Postilla menor, 1579-80).
A tradução da Bíblia por Wujek substituiu a Bíblia Leopolita, e se tornou a tradução fundamental usada pela igreja Católica polonesa por mais de três séculos.
Foi enterrado no terreno da Igreja de Santa Bárbara, na Cracóvia.